# Сердијана
Сердијана (итал. Serdiana) је насеље у Италији у округу Каљари, региону Сардинија.
Према процени из 2011. у насељу је живело 2466 становника. Насеље се налази на надморској висини од 171 м.

## Становништво
Према резултатима пописа становништва 2011. у општини је живело 2.620 становника.
| 1931. | 1936. | 1951. | 1961. | 1971. | 1981. | 1991. | 2001. | 2011. |
| ----- | ----- | ----- | ----- | ----- | ----- | ----- | ----- | ----- |
| 1.405 | 1.342 | 1.560 | 1.714 | 1.691 | 1.993 | 2.160 | 2.279 | 2.620 |